# Vägval Vänster
Vägval Vänster, ibland förkortat VVV var en ideell förening och tankesmedja med säte i Uddevalla, grundad i maj 2004 och lagd vilande i maj 2009. Ordförande var Johan Lönnroth, och vice ordförande var fram till årsstämman den 28 juni 2006 Karin Svensson Smith. Också Dan Gahnström ingick i styrelsen fram till årsstämman 2006. Vid den stämman invaldes Maria Hagberg i styrelsen. Föreningen ombildades från ekonomisk till ideell förening vid ett extra årsmöte i Göteborg, den 17 november 2007. Många medlemmar är aktiva eller före detta medlemmar i Vänsterpartiet.

## Historik
Efter Gudrun Schymans avgång som Vänsterpartiets ledare märktes en grupp vänsterpartister som kallade sig "förnyare" som ville ändra den politiska inriktningen inom partiet, som uppfattades som en högervridning. Gruppen runt Plan B, som senare bildade Vägval Vänster, beskrevs sig stå mellan socialdemokratin och vänsterpartiet. I samband med att Lars Ohly valdes till partiledare på våren 2004 misslyckades denna grupps försök att ändra Vänsterpartiet ideologiska inriktning. Till följd av detta bildades Vägval Vänster.
Medlemmar i Vägval Vänster kritiserade offentligt Lars Ohly och Vänsterpartiets ledning i samband med Uppdrag gransknings reportage om Vänsterpartiets historia i oktober 2004. Dessa har i sin tur kritiserats för att inte följa demokratiskt fattade kongressbeslut, samt för att försöka splittra partiet i och med Plan B. I en intervju med Dagens Nyheter 2004 beskrev Johan Lönnroth Vägval Vänster som en partipolitisk fristående förening med syftet att sprida och bredda den ideologiska vänsterdebatten, inte för att den är fientligt inställd till Vänsterpartiet, men för att få med fler personer med olika partitillhörigheter såsom trotskister, syndikalister och miljöpartister för att skapa en idédebatt om vänsterns framtidsutsikter och möjligheter. 
Föreningen höll ett rådslag i Årsta i Stockholm den 29 januari 2005, där de trots yttre förväntningar avstod från att bilda ett nytt parti. En anledning till detta var att föreningen inte ville tvinga sina medlemmar att lämna de partier som de tillhörde utanför Vägval vänster, vilket antagligen skulle bli följden om ett parti formellt bildades. VVV saknade partiprogram och hade inte någon officiell ideologisk tillhörighet.
Den 2 juni 2005 lämnade vice ordförande Karin Svensson Smith Vänsterpartiet för Miljöpartiet de Gröna. Johan Lönnroth har gått med i Vänsterdemokraterna, utan att lämna Vänsterpartiet. Föreningen beslutade i maj 2009 att lägga föreningen vilande.

## Styrelseledamöter
- Johan Lönnroth (ordförande maj 2004-juni 2007)
- Karin Svensson Smith (vice ordförande maj 2004-juni 2006)
- Dan Gahnström (maj 2004-juni 2006)
- Stefan Björling (maj 2004-juni 2006)
- Maria Kindstedt (maj 2004-juni 2005)
- Anne-Marie Morhed (juni 2005-november 2007)
- Carina Åström (juni 2006-juni 2007)
- Maria Hagberg (juni 2006-november 2007)
- Jimmy Sand (juni 2006-november 2007)
- Andreas Magnusson (juni 2007-2009)[1]
- Anders Rosén (juni 2007-maj 2009)[1]
- Margareta Olofsson (november 2007-maj 2009)[1]
- Staffan Norberg (november 2007-maj 2009)[1]

## Andra personer som varit involverade
- Stig Henriksson
- Olle Sahlström
- Anders Ehnmark
- Sten Ljunggren
- Karl Palmås
- Rune Hjälm